# Ziakpark

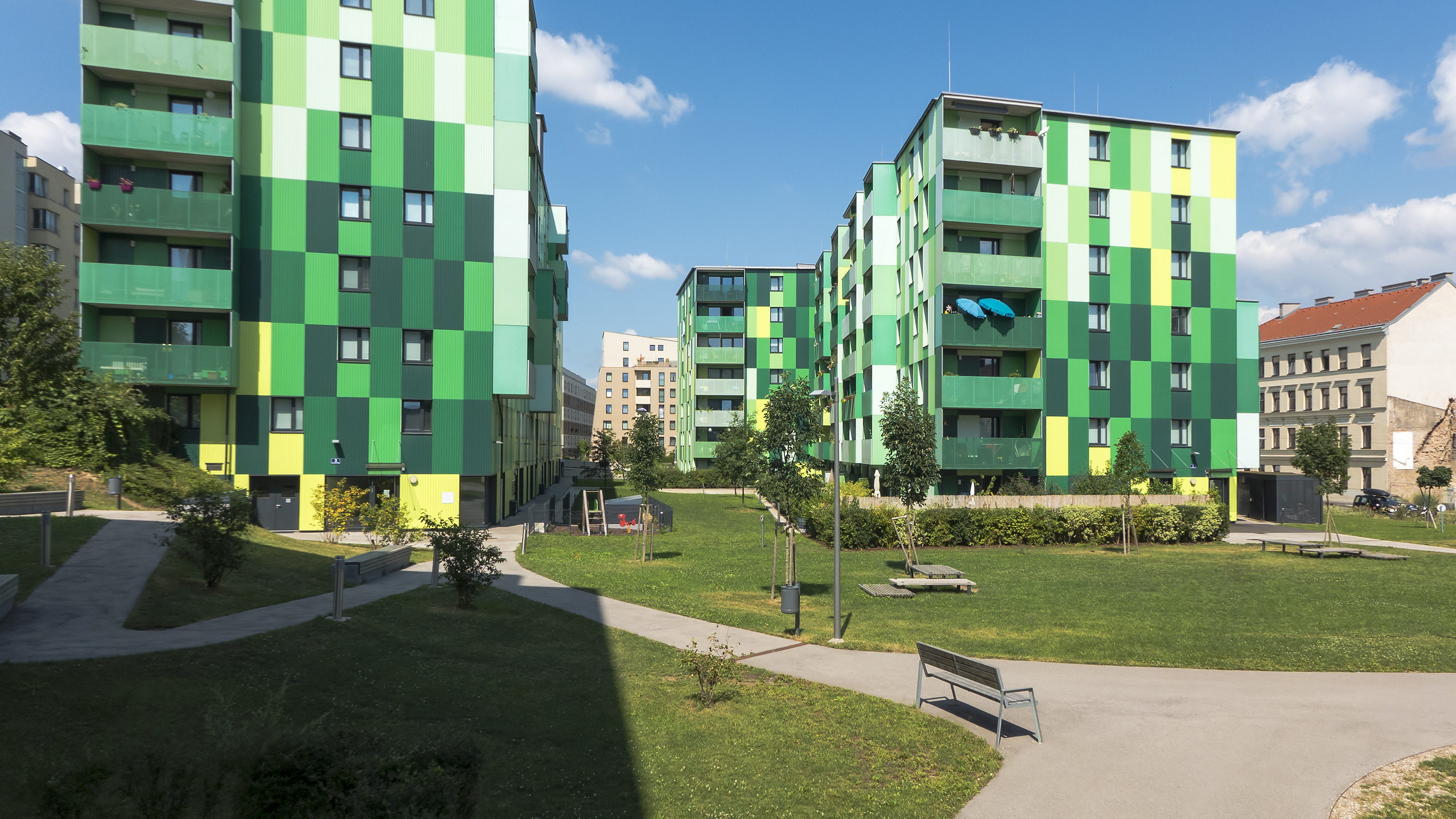
Ziakpark

Der Ziakpark liegt an der Aspangstraße im Stadtentwicklungsgebiet Aspanggründe des 3. Wiener Gemeindebezirks Landstraße. Er ist eine am 2. Dezember 2008 von der Stadt Wien zu Ehren von Karl Ziak benannte Wiener Parkanlage. Die Eröffnung erfolgte 2013.

## Geschichte
Von 1990 bis 2008 war Ziakplatz der Name eines kleinen Platzes zwischen Aspangstraße und Rennweg, dieser wurde dann in den neu entstandenen Fred-Zinnemann-Platz einbezogen. Im Gegenzug wurde der heutige Park im Gemeinderatsausschuss für Kultur und Wissenschaft am 2. Dezember 2008 nach Karl Ziak benannt.

## Gestaltung
Der Platz hat eine Größe von 4000 m². Neben dem Leon-Zelman-Park ist er eine der beiden zentralen Parkanlagen im neuen Stadtviertel Aspanggründe.